# Kanton Villiers-sur-Marne
Der Kanton Villiers-sur-Marne ist seit 1976 ein französischer Wahlkreis in den Arrondissements Créteil und Arrondissement Nogent-sur-Marne, im Département Val-de-Marne und in der Region Île-de-France; sein Hauptort ist Villiers-sur-Marne.

## Gemeinden
Der Kanton besteht aus drei Gemeinden mit insgesamt 71.738 Einwohnern (Stand: 1. Januar 2022) auf einer Gesamtfläche von 12,00 km²:
| Gemeinde                  | Einwohner 1. Januar 2022 | Fläche km² | Dichte Einw./km² | Code INSEE | Postleitzahl | Arrondissement   |
| ------------------------- | ------------------------ | ---------- | ---------------- | ---------- | ------------ | ---------------- |
| Bry-sur-Marne             | 18.095                   | 3,35       | 5.401            | 94015      | 94360        | Nogent-sur-Marne |
| Le Plessis-Trévise        | 21.096                   | 4,32       | 4.883            | 94059      | 94420        | Créteil          |
| Villiers-sur-Marne        | 32.547                   | 4,33       | 7.517            | 94079      | 94350        | Nogent-sur-Marne |
| Kanton Villiers-sur-Marne | 71.738                   | 12,00      | 5.978            | 9422       | –            | –                |

Bis zur Neuordnung bestand der Kanton Villiers-sur-Marne aus den zwei Gemeinden Le Plessis-Trévise und Villiers-sur-Marne. Sein Zuschnitt entsprach einer Fläche von 8,65 km2.